# Mesomyia araucana
Mesomyia araucana är en tvåvingeart som beskrevs av Coscaron 1972. Mesomyia araucana ingår i släktet Mesomyia och familjen bromsar. Inga underarter finns listade i Catalogue of Life.